# Accra Great Olympics FC
L'Accra Great Olympics Football Club és un club de futbol de la ciutat d'Accra, Ghana.

## Palmarès
- Lliga ghanesa de futbol: [2]
  - 1970, 1974
- Copa ghanesa de futbol: [3]
  - 1975, 1983, 1995